# Кодекс 075
Кодекс 075 (Gregory-Aland) — унциальный манускрипт X века на греческом языке, содержащий текст Послания Павла, с большими лакунами (Послание к Римлянам, 1-е к Коринфянам 1:1-15:28; Послание к Евреям 11:38-13:25), на 333 пергаментных листах (27 x 19 см).

## Особенности рукописи
Текст на листе расположен в одной колонке, 31 строк на страницу.
Греческий текст рукописи отражает Александрийский тип текста. Рукопись отнесена к III категории Аланда.
Рукопись хранится в Греческой национальной библиотеке (Gr. 100, fol. 46-378), в Афинах.